# Kolchicin
Kolchicin je prudce jedovatý alkaloid, původně izolovaný z ocúnu. Jde o velice účinný mitotický jed, který napadá mikrotubuly dělicího vřeténka, a tak narušuje správný rozchod chromozómů při mitóze. Používá se proto v genetice pro umělé navození genomových mutací. V medicíně se využívá při léčbě záchvatů dny, familiární středomořské horečky (FMF), chronické myeloidní leukémie, perikarditidy, funguje též jako antiuratikum.

## Výskyt
Kolchicin se získává především z rostliny ocún jesenní (Colchicum autumnale), dále ho také obsahuje téměř 200 druhů rostlin. V těle člověka se však tato látka běžně nenachází.

## Chemický popis
Kolchicin je alkaloid slabě zásaditého charakteru, jeho soli jsou velmi nestálé a jsou ve vodném roztoku silně hydrolyzovány.
Je to tricyklický tropolonový derivát, který se váže na specifické místo tubulinu. Reakce tubulinu s kolchicinem je velmi pomalá, teplotně závislá a prakticky nevratná. Další látkou se stejným místem vazby jako kolchicin je podofylotoxin; slabší vazbu na stejné místo vykazují také benzofenantridinové alkaloidy chelidonin, chelerythrin a sanguinarin.
Mezi kolchicinové deriváty patří 30krát méně toxický demekolcin (desacetylmetylkolchicin), objevený v roce 1950 Františkem Šantavým.

## Účinky
Kolchicin má cytostatické účinky, a tak může zabránit nekontrolovatelnému dělení buněk v případě rakovinného bujení. Pro jeho vysokou toxicitu jej však nelze takto využít. Lze však využít jiných alkaloidů z ocúnu, např. demekolchicinu. Kolchicin jinak patří mezi nejúčinnější buněčné jedy. Narušuje mitózu, a to tak, že způsobuje rozrušování struktury mikrotubulů dělicího vřeténka. Mikrotubuly mají dva konce (plus a minus konce), které se od sebe liší. Kolchicin a jeho derivát demekolcin se vážou na tubulin (jedna ze stavebních jednotek mikrotubul) a brání tak jeho připojení na plus konec, čímž je zastaven růst mikrotubulů.
Tak je mitóza zastavena již v metafázi. Životnost buňky tak ale nemusí být porušena. To u některých rostlin vyvolává vznik polyploidních forem, což znamená, že rostliny obsahují třeba čtyři sady chromozomů místo dvou. To se projevuje často větším nárůstem zelené hmoty. Použití takto geneticky upravených rostlin je v pěstitelské praxi poměrně časté a nemá žádný vliv na závadnost potravin.
Ovlivňuje funkci a počet bílých krvinek, odpovědných za zánět a tím ho utlumuje. Přesněji tlumí motilitu a fagocytózu mobilních buněk. Snižuje se agregace fagozomů a lysozomů. Snížením invaze leukocytů a fagocytózy je redukováno uvolňování zánětlivých lysozomálních enzymů. Fibrilární mikrotubuly makrofágů jsou depolymerizovány vazbou na buněčné proteiny a migrace granulocytů do oblasti zánětu je tlumena.

## Jed
Za smrtelnou dávku je považováno 20 mg kolchicinu, 0,6 g kolchicinového extraktu nebo 6 g semene ocúnu. Rozdíl mezi léčebnou a toxickou dávkou (tzv. terapeutický index) je nevelký, k otravě kolchicinem může dojít již při použití léčebných dávek, což svědčí o nevhodnosti kolchicinu jako léku.
V Římě byly údajně pozorovány případy otrav lidí mlékem koz, které spásly ocún. Objevily se i sebevražedné pokusy.
Kolchicin je tedy buněčným jedem, ale také jedem kapilárním. Působí centrální ochrnutí. V organismu se kolchicin musí nejprve změnit na oxydikolchicin, což vysvětluje několikahodinové období latence.
Kolchicin mj. poškozuje i vývoj plodu.

## Příznaky otravy
Asi za 2–6 hodin po požití toxické dávky se vyskytne pálení v jícnu a hltanu, škrábání v ústech a v krku, polykání se stává obtížným, otrávený zvrací. Objevuje se průjem, stolice jsou vodnaté, popřípadě i krvavé (dochází k působení na kapiláry tlustého střeva). Dochází k dehydrataci, dotyčný je zesláblý, kůže je odvodněná. Otrávený naříká na velkou úzkost, konečky prstů a ostatní výběžky těla modrají, klouby a svaly bolí, mohou se objevit křeče – tenezmy a břišní koliky při staženém břichu. Dochází k hojnému močení, v moči se může objevit krev. Hladina cukru v krvi rychle klesá. V dalším průběhu otravy dochází k bledosti, poklesu tělesné teploty, k cyanóze a k dušnosti. Mohou nastat také poruchy bušení srdce, pokles tlaku až celkový kolaps. Smrt může nastat do sedmi hodin, někdy ovšem až za tři dny.
Jeden až dva týdny po uzdravení se z otravy může vyskytnout alopecie, která je někdy trvalá. Byly též pozorovány poruchy funkce jater, ledvin, plic a hematopoézy. Vzácně byla hlášena slepota.
Jako první pomoc se doporučuje indukovat zvracení: u dospělých např. vlažným hypertonickým roztokem chloridu sodného (2–3 lžičky na skleničku) nebo apomorfinem (0,1–0,15 mg/kg tělesné hmotnosti i.v.). Nicméně tato situace vyžaduje okamžitou lékařskou pomoc.

## V kultuře
- Tento jed se objevil v 3. dílu 1. řady seriálu Dr. House. Pacient dostal záměnu léku na kašel za Kolchicin, kdy obě tabletky byly podobného vzhledu.